# Harapan Jaya (Pangkalan Kuras)
Harapan Jaya is een bestuurslaag in het regentschap Pelalawan van de provincie Riau, Indonesië. Harapan Jaya telt 1269 inwoners (volkstelling 2010).